# Garhwa
Garhwa (en hindi: गढवा ) es una localidad de la India, centro administrativo del distrito de Garhwa en el estado de Jharkhand.

## Geografía
Se encuentra a una altitud de 207 m s. n. m. a 206 km de la capital estatal, Ranchi, en la zona horaria UTC +5:30.

## Demografía
Según estimación 2010 contaba con una población de 45 803 habitantes.